# Liloy
Liloy là một đô thị cấp ba ở tỉnh Zamboanga del Norte, Philippines. Theo điều tra dân số năm 2000, đô thị này có dân số 33.702 người trong 6.750 hộ.

## Các đơn vị hành chính
Liloy, về mặt hành chính, được chia thành 37 khu phố (barangay).
| - Banigan - Baybay (Pob.) - Cabangcalan - Canaan - Candelaria - Causwagan - Communal - Compra - Dela Paz - El Paraiso - Fatima - Ganase - Goaw | - Goin - Kayok - La Libertad (Mawal) - Lamao - Mabuhay - Maigang - Malila - Mauswagon - New Bethlehem - Overview - Panabang - Patawag | - Punta - San Francisco - San Isidro - San Miguel - San Roque - Santa Cruz - Santo Niño - Silucap - Tapican - Timan - Villa Calixto Sudiacal - Villa M. Tejero |